# 추계 한국여자축구연맹전
추계 한국여자축구연맹전(秋季韓國女子蹴球聯盟戰)은 대한민국의 여자 축구 대회이다. 초등부, 중등부, 고등부, 대학부로 나누어 진행되며 1년마다 개최된다.